# نادي بانسيريكوس
 نادي بانسيريكوس لكرة القدم (بالفرنسية: Panserraikos F.C.)‏ نادي كرة قدم يوناني، مقره في سيرس. تم تأسيس النادي في سنة 1946.